# Agama lionotus
Agama lionotus is een hagedis uit de familie van de agamen (Agamidae).

## Naam en indeling
De wetenschappelijke naam werd voorgesteld door George Albert Boulenger in 1896. Oorspronkelijk werd de soort als ondersoort van de kolonistenagame beschouwd als Agama agama lionotus.

## Verspreiding en habitat
De hagedis komt voor in Ethiopië, Kenia, Oeganda en Tanzania. De habitat bestaat uit drogere streken, zoals graslanden en savannen.

## Levenswijze
De soort wordt soms verward met de kolonistenagame. Op het menu staan voor het overgrote deel ongewervelden zoals insecten en dan vooral mieren. Ook plantendelen worden echter wel gegeten, zoals bloemen, gras en fruit. De vrouwtjes zetten eieren af in een zelfgegraven hol.

## Beschermingsstatus
Door de internationale natuurbeschermingsorganisatie IUCN is aan een van de vier ondersoorten een beschermingsstatus toegewezen. Agama lionotus dodomae wordt beschouwd als 'veilig' (Least Concern of LC).

## Ondersoorten
Er worden vier ondersoorten onderscheiden met verschillen in uiterlijk en verspreidingsgebied.
| Naam                    | Auteur          | Verspreidingsgebied      |
| ----------------------- | --------------- | ------------------------ |
| Agama lionotus dodomae  | Loveridge, 1923 | Tanzania                 |
| Agama lionotus elgonis  | Lönnberg, 1922  | Oeganda, Kenia, Tanzania |
| Agama lionotus lionotus | Boulenger, 1896 | Oeganda, Kenia           |
| Agama lionotus ufipae   | Loveridge, 1932 | Tanzania                 |